# Dolmen de la Cham

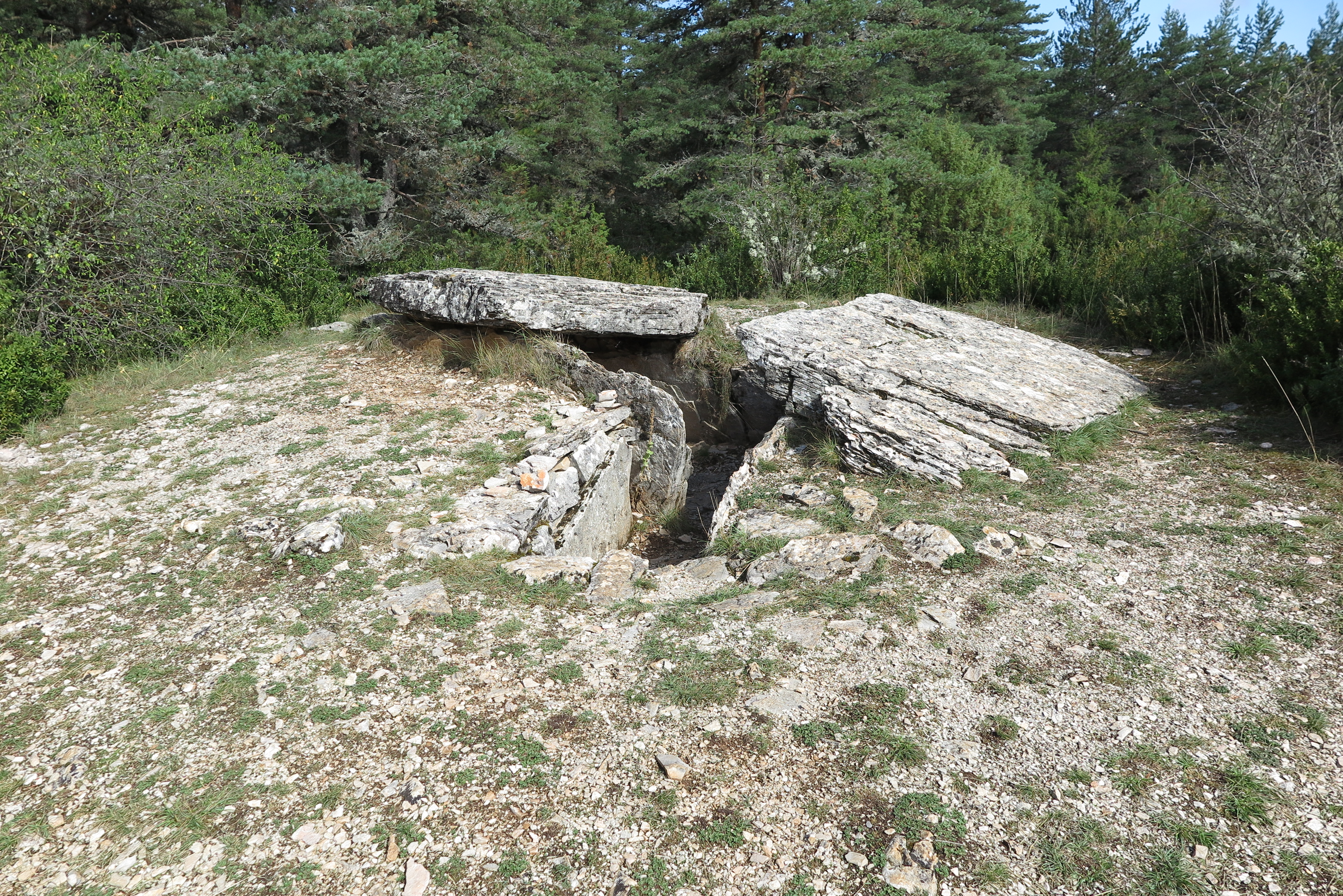
Dolmen de la Cham

Der Dolmen de la Cham ist ein „Dolmen á coudé“, eine rechtwinkelig geknickte Megalithanlage, nordwestlich des zur Gemeinde Laval-du-Tarn gehörenden Weilers La Périgouse auf der Hochebene Causse de Sauveterre im Département  Lozère in Südfrankreich. Dolmen ist in Frankreich der Oberbegriff für Megalithanlagen aller Art (siehe: Französische Nomenklatur).
Die Ost-West orientierte Anlage ist aus fünf dünnen Tragplatten errichtet. Sie ist 2,8 m lang, 1,2 m breit und etwa 1,0 m tief in den Fels eingearbeitet. Der nach Norden abknickende Zugangsteil bildet eine 3,8 m lange und 1,2 m breite Vorkammer, die am Ende eine Treppe hat. Zwei der vermutlich drei Decksteine sind erhalten. Der eine ist 1,8 m lang, 1,65 m breit und 0,25 m dick und bedeckt das Ende der Kammer, deren Wände durch Trockenmauerwerk leicht erhöht wurden. Die östliche Platte ist größer und nach Osten verschoben.
Die etwa 2000 v. Chr. in der Bronzezeit errichtete Anlage liegt in einem Steinhaufen von 12,0 m Durchmesser. Es wurden bis auf eine Pflasterung der Kammer keinerlei Funde gemacht. Belegt ist aber eine Wiederverwendung in der Eisenzeit.